# Руэда Апарисио, Луис Хосе
Луис Хосе Руэда Апарисио (исп. Luis José Rueda Aparicio; род. 3 марта 1962, Сан-Хиль, Колумбия) — колумбийский кардинал. Епископ Монтелибано с 2 февраля 2012 по 19 мая 2018. Архиепископ Попаяна с 19 мая 2018 по 25 апреля 2020. Архиепископ Боготы и примас Колумбии с 25 апреля 2020. Кардинал-священник с титулом церкви Сан-Лука-а-Виа-Пренестина с 30 сентября 2023.